# Ascó (kommunhuvudort)
Ascó är en kommunhuvudort i Spanien.   Den ligger i provinsen Província de Tarragona och regionen Katalonien, i den östra delen av landet, 400 km öster om huvudstaden Madrid. Ascó ligger 50 meter över havet och antalet invånare är 1 625.
Terrängen runt Ascó är kuperad åt sydost, men åt nordväst är den platt. Ascó ligger nere i en dal.Runt Ascó är det glesbefolkat, med 10 invånare per kvadratkilometer. Närmaste större samhälle är Flix, 5,4 km norr om Ascó. 